# Caílte mac Rónáin
Caílte (ou en irlandais moderne Caoilte) mac Rónáin était le neveu de Fionn Mac Cumhaill ainsi qu'un membre des Fianna dans le cycle Fenian de la mythologie irlandaise.
Il pouvait courir à une vitesse remarquable ainsi que communiquer avec les animaux. Il était également un grand conteur d'histoires.
Certains des poèmes du cycle Fenian lui sont attribués. Caílte et Oisín sont les deux seuls membres des Fianna à survivre à la bataille de Gabhra.